# Longo

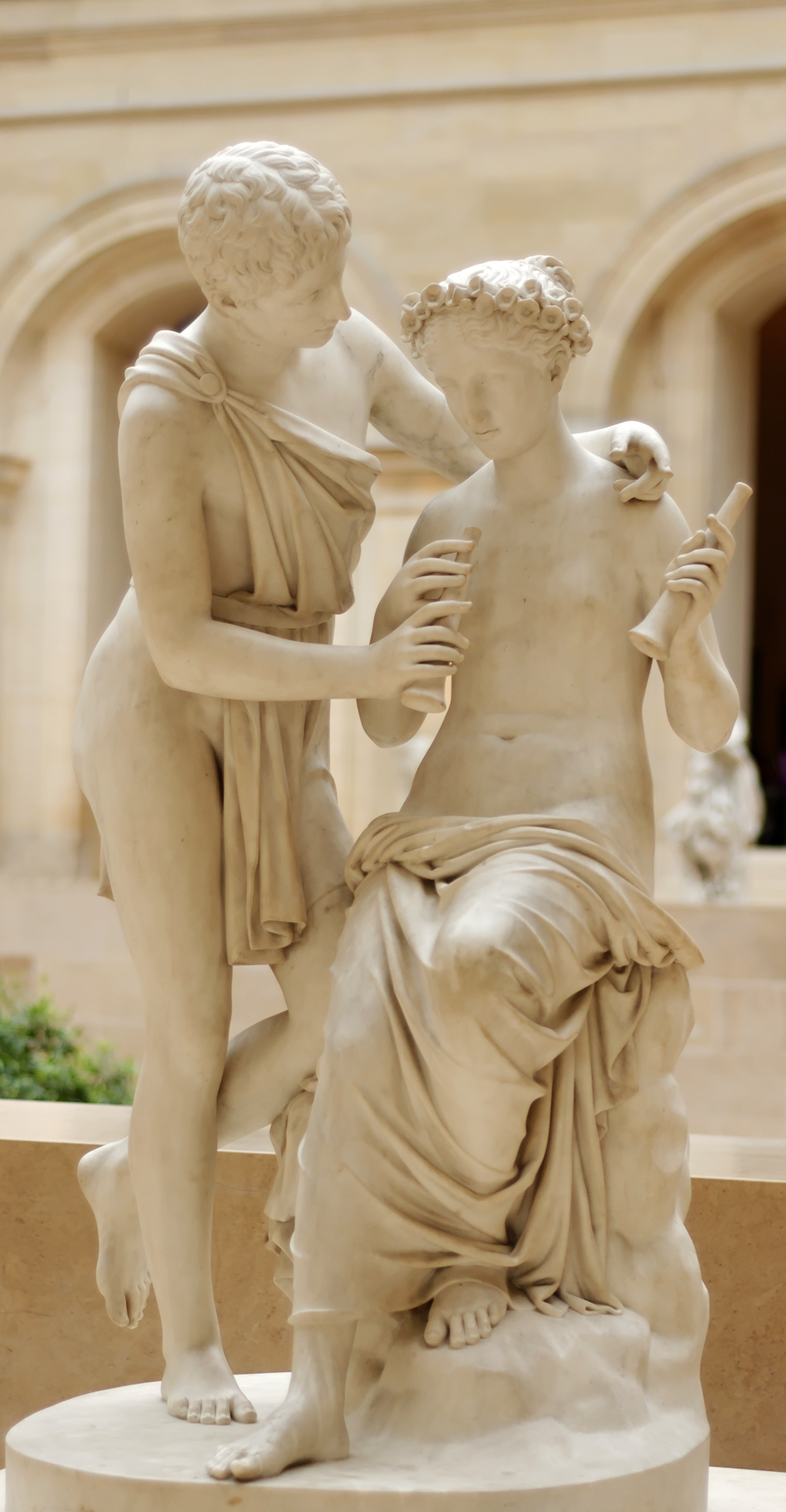
Dáfnis e Cloé. Escultura de Jean-Pierre Cortot

Longo (gr. Λόγγος, lat. Longus) foi um escritor grego que viveu no século II d.C. (ou século III d.C.) e é autor do romance pastoril Dáfnis e Cloé, também chamado As pastorais.
Muito pouco se sabe sobre sua vida, apenas que viveu na ilha de Lesbos.
Dáfnis e Cloé foram o modelo de La Sireine de Honoré d'Urfé, a Diana enamorada de Montemayor, a Aminta de Tasso e The Gentle Shepherd de Allan Ramsay.